# واکاوا
واکاوا (به انگلیسی: Wakaw) یک منطقهٔ مسکونی در کانادا است که در ساسکاچوان واقع شده‌است. واکاوا ۹۸۵ نفر جمعیت دارد.